# Retable de saint Jean Baptiste
Le Retable de saint Jean Baptiste (Retablo de San Juan Bautista), ou Retable de Miraflores, est un polyptyque peint par Juan de Flandes entre 1496 et 1499. Les cinq panneaux qui le composaient ont été dispersés en 1809 et sont aujourd'hui conservés dans quatre musées et une collection privée.

## Histoire
En 1496, la reine Isabelle Ire de Castille commande à Juan Flamenco (Juan de Flandes), l'un des peintres flamands de sa cour, un retable dédié à saint Jean Baptiste et destiné à orner la chartreuse Notre-Dame de Miraflorès, près de Burgos. L'artiste est logé dans ce monastère pendant la création de l’œuvre. Cette dernière est achevée en 1499, date à laquelle une somme de 26 735 maravédis est versée au peintre en plus de son traitement annuel de 30 000 maravédis.
Peint à l'huile sur des planches de chêne de la Baltique, le retable devait avoir l'aspect d'un polyptyque fixe inspiré d'exemples brabançons tels que le Retable du Saint-Sacrement de Louvain réalisé trois décennies plus tôt par Dirk Bouts.
Conservés pendant trois siècles à Miraflorès, où Antonio Ponz les admire encore vers 1780, les panneaux de Juan de Flandes ont été intégrés en 1659 dans un retable baroque en bois doré. Ils en sont retirés et séparés lors de l'invasion française, en 1809. C'est peut-être à cette occasion que le général Darmagnac prend possession du panneau représentant la Décollation de saint Jean Baptiste, aujourd'hui conservé au musée d'Art et d'Histoire de Genève.
Ainsi dispersé entre plusieurs collections, le polyptyque est longtemps oublié avant d'être progressivement redécouvert par les historiens de l'art au XXe siècle. Dès 1929, Max Jakob Friedländer attribue le panneau de Genève à Juan de Flandes. Deux ans plus tard, suivant une intuition de  Friedrich Winkler, Francisco Javier Sánchez Cantón affirme que ce même panneau et celui du Banquet d'Hérode (Anvers, musée Mayer van den Bergh) étaient les volets latéraux d'un triptyque dont le panneau central, le Baptême du Christ, appartient aujourd'hui à la collection madrilène du milliardaire Juan Abelló. Or, en 1950, la découverte d'un quatrième panneau, la Naissance de saint Jean Baptiste (Cleveland Museum of Art), démontre que l’œuvre originale comprenait au moins cinq panneaux. C'est en 1979 que Jozef De Coo et Nicole Reynaud ont identifié cet ensemble à la commande royale de 1496. Publiée en 1993, l'analyse dendrochronologique démontre que certaines planches des panneaux latéraux ont été débitées dans un même arbre abattu autour de 1485.

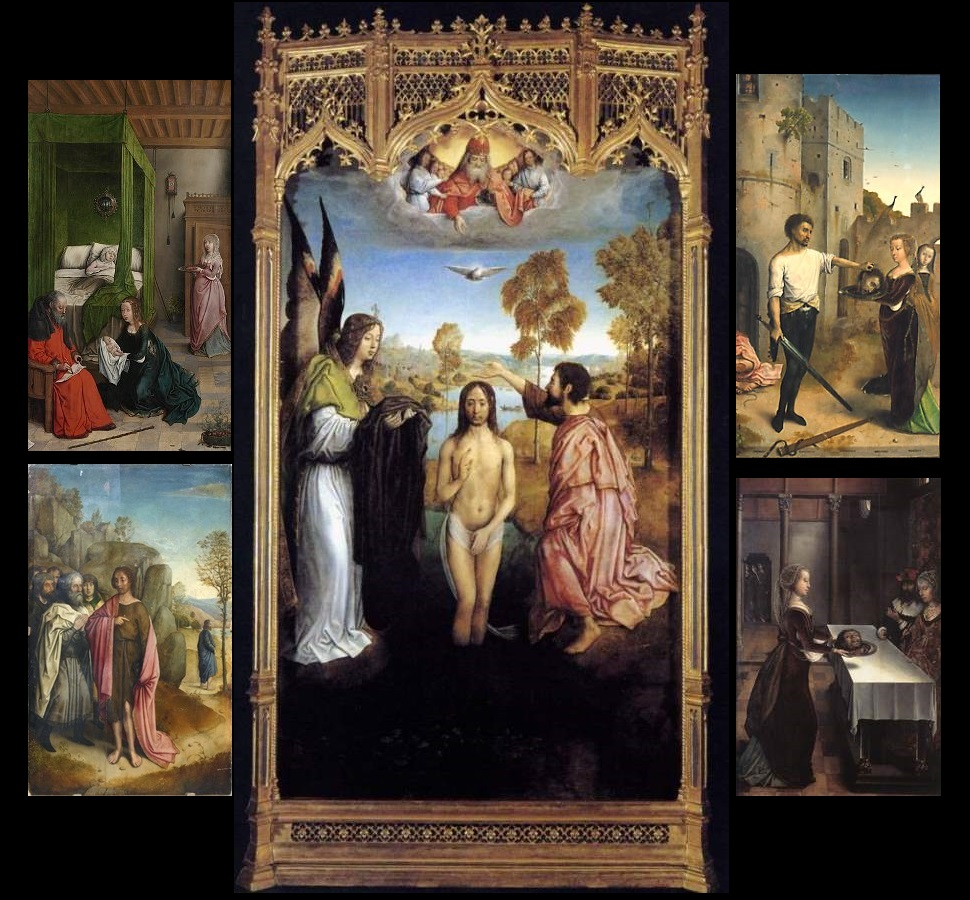
Hypothèse de reconstitution.

Le cinquième panneau, représentant la Prédication de saint Jean Baptiste, est repéré en 2001 par Susan Urbach sur une photographie d'un tableau disparu qui était conservé au musée de Debrecen avant la Seconde Guerre mondiale. Il est finalement retrouvé dans les réserves du Musée national de Belgrade en 2003.
Les quatre panneaux latéraux sont réunis entre le 11 septembre et le 7 novembre 2010 à l'occasion d'une exposition temporaire au musée Mayer van den Bergh.

Panneaux du polyptyque.
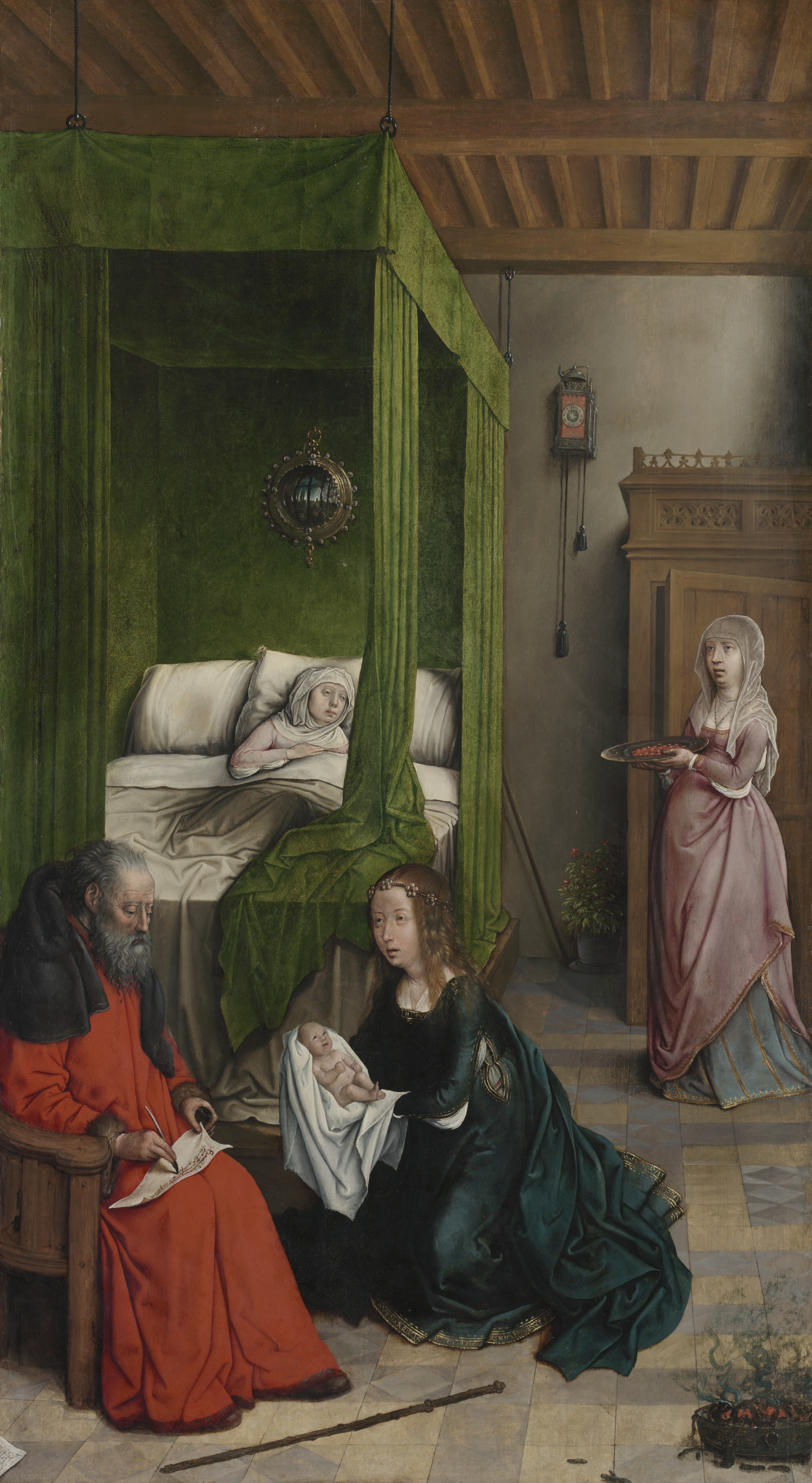
Naissance de saint Jean Baptiste (Cleveland Museum of Art).
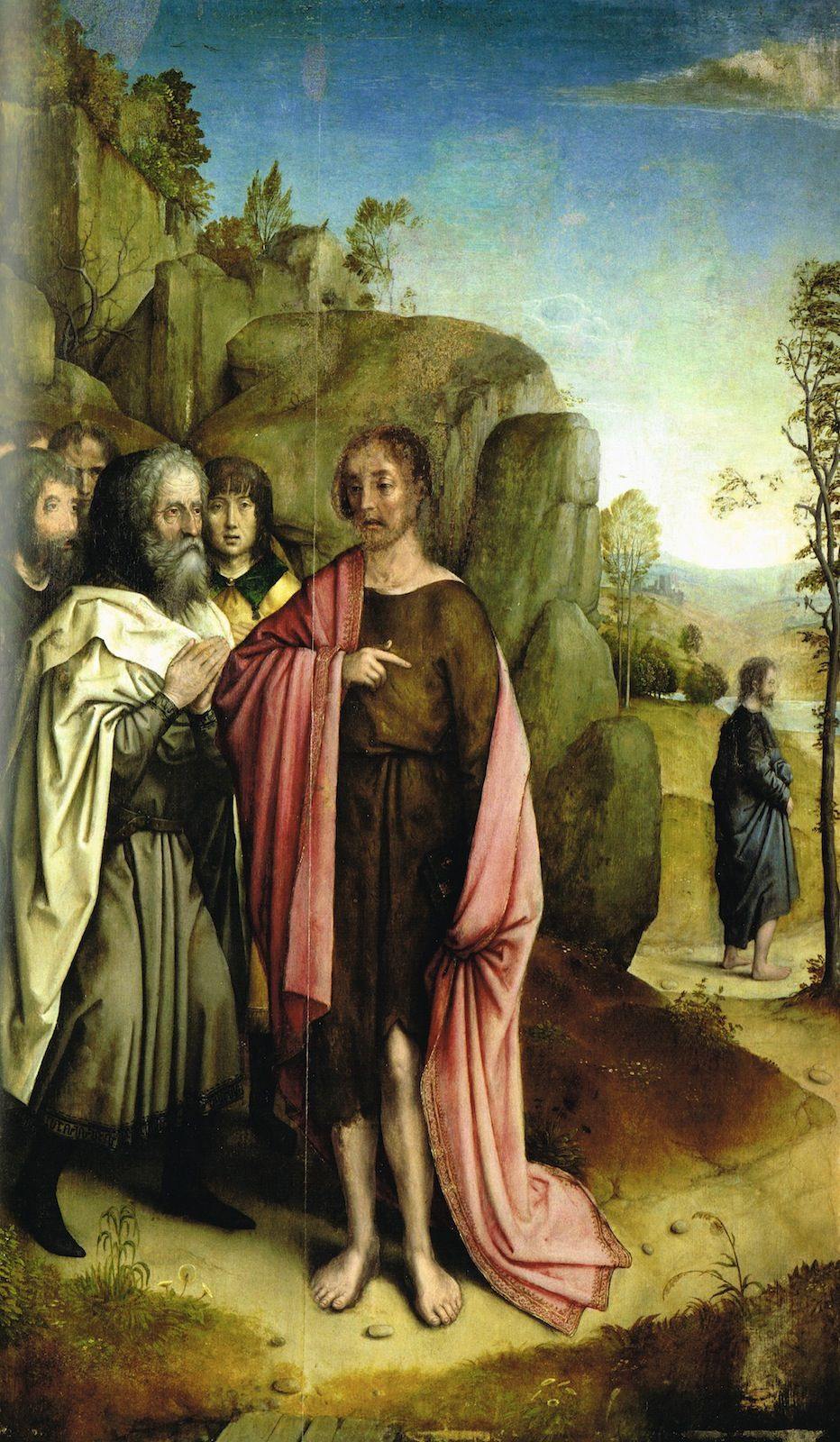
Prédication de saint Jean Baptiste (Musée national de Belgrade).
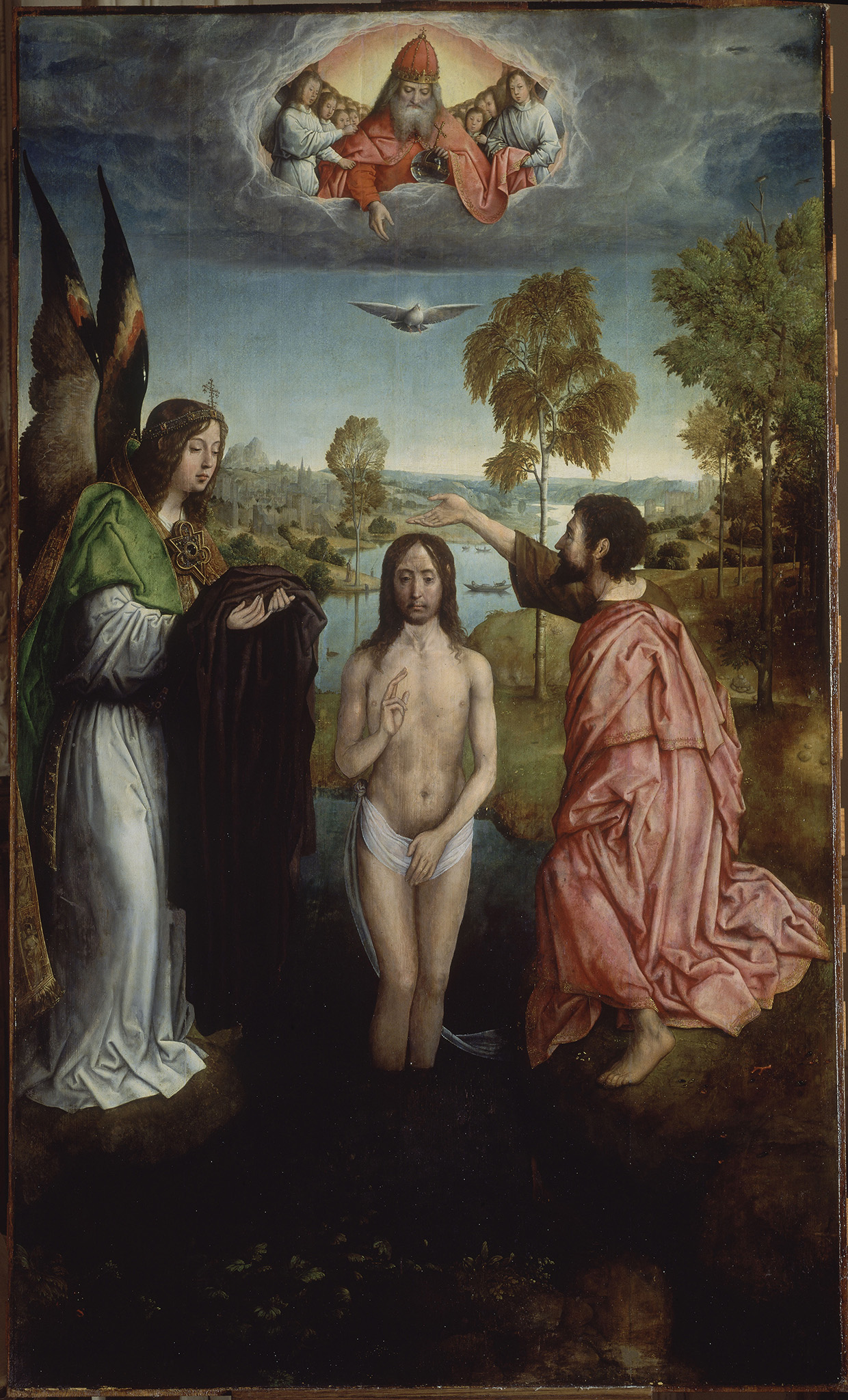
Baptême du Christ, sans son cadre (Madrid, collection Abelló).
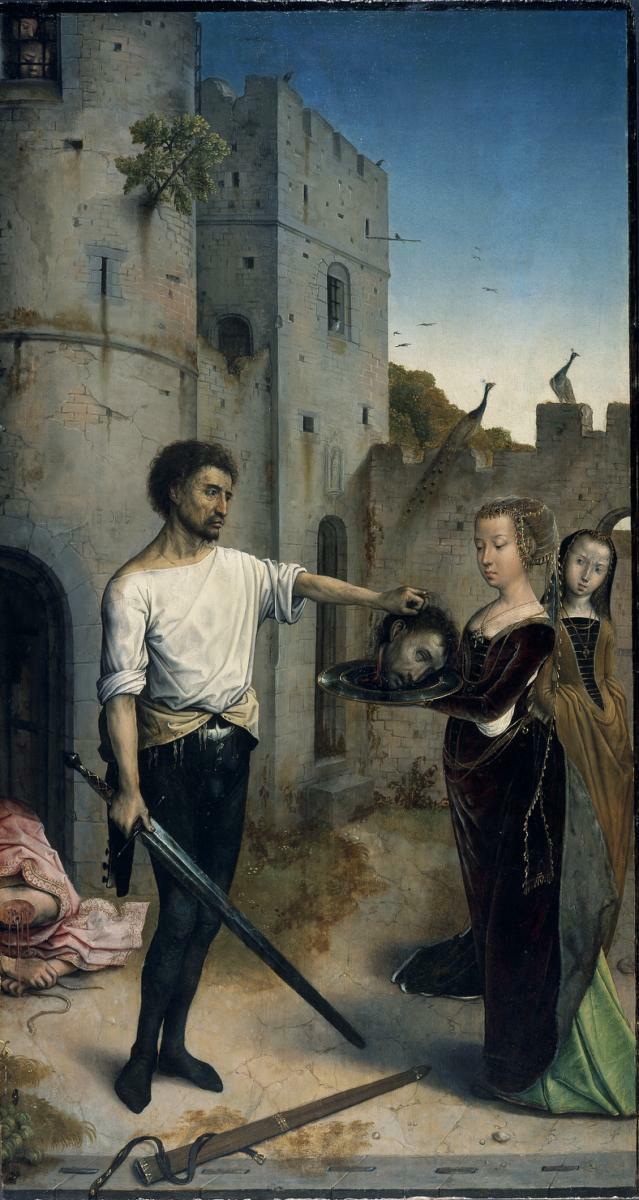
Décollation de saint Jean Baptiste (Musée d'Art et d'Histoire de Genève).
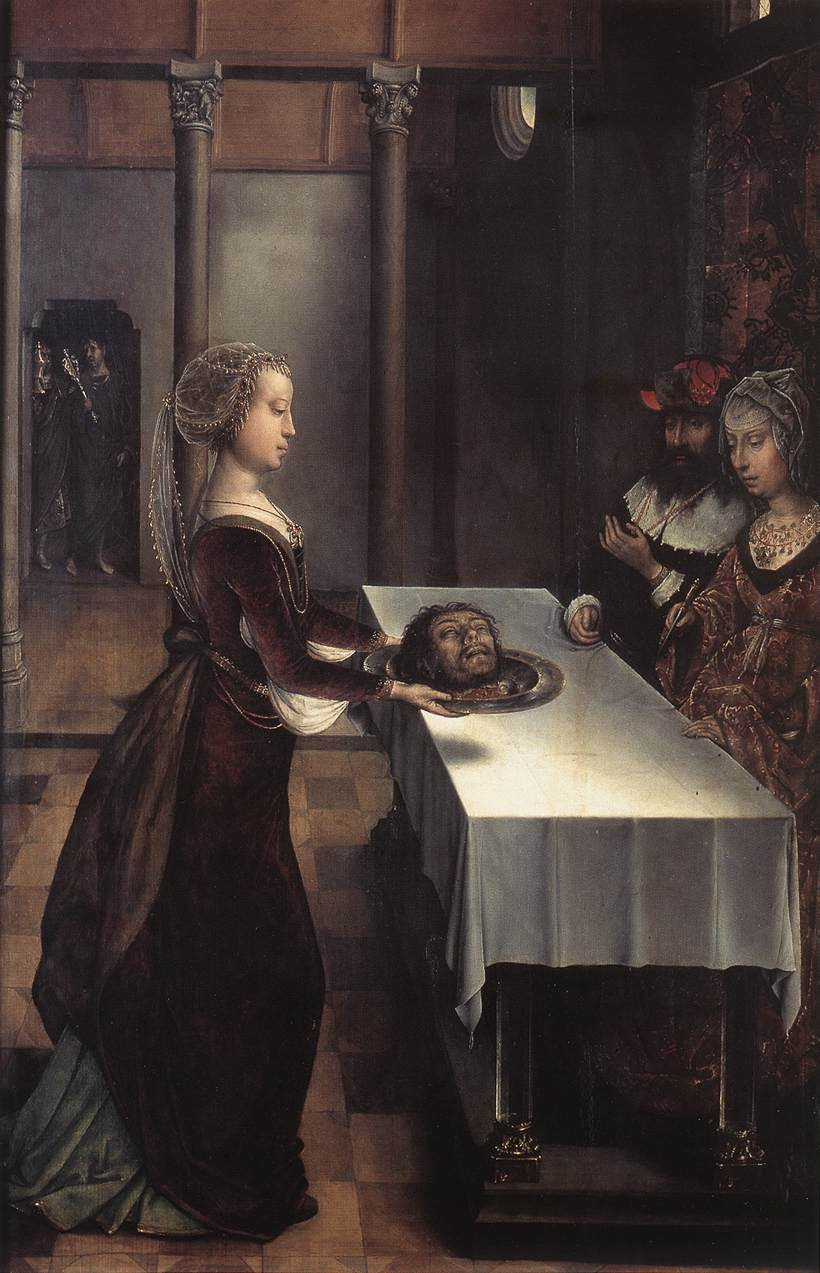
Le Banquet d'Hérode (Anvers, musée Mayer van den Bergh).

- Hypothèse de reconstitution[1].